# Дзвелі Сенакі
Дзвелі Сенакі (груз. ძველი სენაკი; «Старий Сенакі») — село в муніципалітеті Сенакі, мхаре Самеґрело-Земо Сванеті, Грузія. Адміністративний центр громади (темі, თემი) Дзвелі Сенакі, до якої входять також села Зеда Сорта, Кведа Сорта, Котіанеті, Пірвелі Носірі, Сачікобаво. Розташоване на Одіші-Гурія низовині, на правому березі річки Техурі, на висоті 45 м; за 6 км на північний схід від центра муніципалітету міста Сенакі.

## Географія
Село є одним  з найстаріших в Грузії. Зі сходу межує з Нокалакеві, відомим стародавнім містом-археополісом. На півночі межує з Екі, на південь — села Ґеджеті і Носірі.
Дзвелі Сенакі має характерний вологий субтропічний клімат. Ґрунти, в основному, але–алювіальні. Гали покриті піском річки Техурі. На гірських схилах знайдені гумусовано-газовані ґрунти.
Село лежить в оточенні гаїв на північному схилі пагорба відомого в джерелах під назвою "უნაგირას სერის". На його схилах росте характерна для лісів Колхіди рослинність: граб, бук, в'яз, ясен, дуб, липа, вільха, акація, каштан, самшит, рододендрон понтійський, лавровишня, падуб, ліщина, гранат. Гранична смуга шипшини, ожини та Азалії. Схили вкриті штучно культивованими деревами.
З птахів зустрічаються дрозди, сойки, синиці, дятли, солов'ї, перепели, зрідка фазани та одуди, а також поширені хижі птахи: яструби, шуліки, соколи і круки. Болотистих місцях можна зустріти в Герона, навіть приїхали на качок. Лісові тварини: вовк, шакал, лисиця, борсук, заєць, полівка, їжак, Анкара, кріт і жаба. Природні багатства з чудових вапняку руди.

## Демографія
За переписом 2014 року в селі мешкало 1 350 осіб.
| Рік  | Населення | Чоловіки | Жінки |
| ---- | --------- | -------- | ----- |
| 2002 | 1 701     | 788      | 913   |
| 2014 | ▼ 1 350   | 657      | 693   |

## Історичні місця

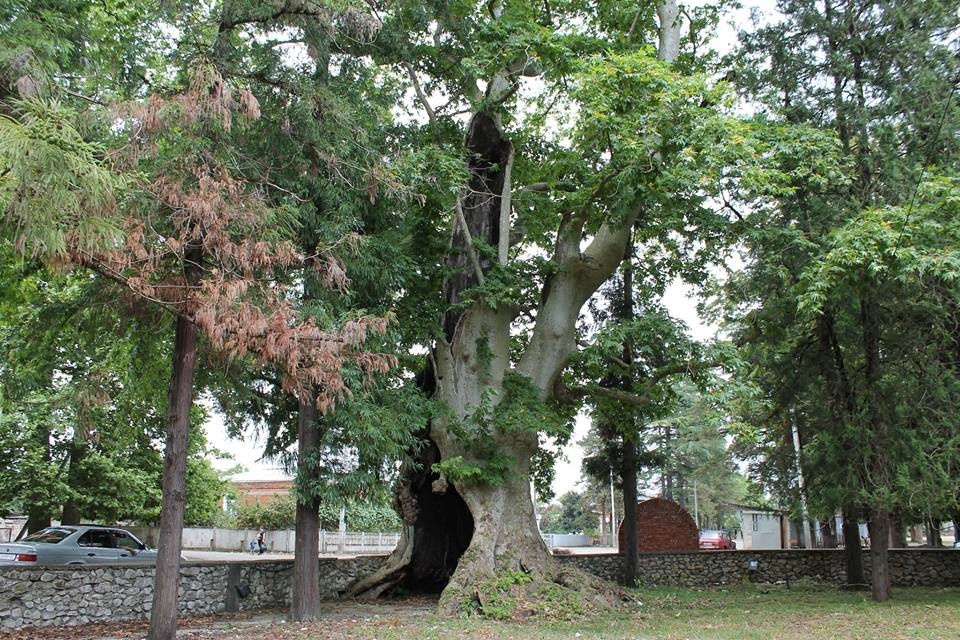
800-річний дуб

Дзвелі Сенакі багате на історичні та природні пам'ятки. Посеред сіла зведені rwatson літак і церква Спасителя, на горі церква Святого Георгія і замок Шхефі.
Дзвелі Сенакі та його історичні пам'ятки згадують багато грузинських та зарубіжних вчених. Цікаві свідчення про село є від італійського місіонера Арканджело ламберті, який прибув до Грузії 1630-го і 18 років проживав тут. В Італії, після повернення він опублікував книгу "опис Самегрело". Ця книга anddifficult мають Самегрело карту, де позначені старі сенакі Церкви.
Сайт повідомляє нам, що ця церква про Ніко Дадіані у своїй книзі "Грузинська життя". Він пише,що ця церква побудована Лев корпус манчар в'. Це Леван II Дадіані, хто тримає вдома став 1611 році. Ламберт, Леван Дадіані писав про те, що він 
|  | "Незліченна безліч золота і срібла, ікони зробимо магазину був створений. Один рік більш ніж на 20 голдсміт, який не перестаючи екосу з елементів усунення неполадок“ |

Арканджело Ламберт, книга, опис Самегрело' цікава не тільки тому, що закордонний шановні повідомивши нас 380 років тому, у старому сенсі і його церкви, а також на те, що автор дає нам пояснення походження назви села. Він пише– в цьому місці, раніше це називалося ,,singam кіно' (на річці техура, стара назва). Річки і seng для його на березі поселення, затвердженого італійський варіант Флавій у своїй книзі подорож навколо Чорного моря. У нього була річка так називається,Сінгх'. Просто, можливо, що გამოთქმათა shadars з-за (seng для на Сінгх) перетворилася в Ненсі, місце, щоб навіть зберегти це ім'я. Згідно з повідомленнями Ламберта, вийшли з цього старого поселення сенакі сіпнувся 6 століття не існувало. Власне, сенакі,' грузинська словника, за даними Церква місце, бер–მონაზვნებისათვის guantalavela чергу структури означає. Можливо, що назва села приписувати причину в минулому тут нинішні слоти.